# Đỗ Quốc Việt
Đỗ Quốc Việt (sinh năm 1960) quê Quảng Bình, là một Tướng lĩnh cấp cao trong Quân đội nhân dân Việt Nam, hàm Chuẩn Đô đốc, nguyên Phó Bí thư Đảng ủy, Tư lệnh Vùng 3 Quân chủng Hải quân.

## Thân thế và giáo dục
Đỗ Quốc Việt sinh năm 1960, trong gia đình có 6 anh em ở Cảnh Dương, Quảng Trạch, tỉnh Quảng Bình.
Các trường đào tạo đã qua:
1. Trường cấp III Bắc Quảng Trạch.
2. Học viện Hải quân Nha Trang.
3. Học viện Hải quân Baku (Liên Xô).

## Binh nghiệp
Tháng 3-1979, sau khi nhập ngũ, ông được biên chế về Văn phòng Quân chủng Hải quân.
Năm 1981 đến 1986, ông được cử đi đào tạo và tốt nghiệp trường Sỹ quan hải quân Baku (Liên bang Xô Viết).
Sau khi tốt nghiệp, ông về nước và công tác tại Vùng 3 Quân chủng Hải quân thành phố Đà Nẵng, trải qua nhiều vị trí công tác, tham gia đào tạo tại Học viện Hải quân Việt Nam ở thành phố Nha Trang, rồi chuyển ra Quân chủng Hải quân ở Hải Phòng.
Trước năm 2014, ông công tác tại Quân chủng Hải quân.
Từ năm 2014, ông được bổ nhiệm giữ chức Phó Tư lệnh kiêm Tham mưu trưởng Vùng 3 Quân chủng Hải quân.
Tháng 5 năm 2015, ông được bổ nhiệm giữ chức Tư lệnh Vùng 3 Quân chủng Hải quân, Phó Bí thư Đảng ủy Vùng 3 Quân chủng Hải quân.
Năm 2016 ông được thăng quân hàm Chuẩn Đô đốc.
Tháng 4 năm 2020, ông thôi giữ chức Tư lệnh Vùng 3 Quân chủng Hải quân.
Tháng 5 năm 2020, ông nghỉ hưu theo chế độ.

## Lịch sử thụ phong quân hàm
| Quân hàm | Tập tin:Vietnam People's Navy Commodorel.jpg | Tập tin:Vietnam People's Navy Rear Admiral.jpg |  |  |  |  |  |  |  |  |  |  |  |
| Cấp bậc  | Đại tá                                       | Chuẩn Đô đốc                                   |  |  |  |  |  |  |  |  |  |  |  |